# 호구의 차트
《호구의 차트》는 2019년 9월 2일부터 2019년 12월 30일까지 JTBC2에서 방송되었던 텔레비전 프로그램이다.

## 방송 개요
넘치는 정보 속 누구나 호구 되기 쉬운 세상, 세상의 모든 호구들을 위하여 오직 호구 시점으로 정리한 차트를 매주 공개하는 프로그램.

## 방송 시간
| 방송 채널 | 방송 기간                         | 방송 시간          | 비고 |
| JTBC2     |                                   |                    |      |
| --------- | --------------------------------- | ------------------ | ---- |
| JTBC2     | 2019년 9월 2일 ~ 2019년 12월 30일 | 월요일 밤 8시 00분 |      |

## 출연자

### 고정 멤버
- 한혜진
- 전진
- 장성규
- 정혁
- 렌 (뉴이스트)